# Kroatiska kustlandets sjöhistoriska museum
Kroatiska kustlandets sjöhistoriska museum (kroatiska: Pomorski i povijesni muzej Hrvatskog primorja) är ett museum i Rijeka i Kroatien. Det grundades år 1961 och är inhyst i det kulturminnesmärkta Guvernörspalatset. Genom permanenta utställningar och samlingar ger museet en bild av Rijekas och det kroatiska kustlandets historia samt områdets maritima tradition. I utställningarna finns föremål från förhistorisk till modern tid.

## Historik
Kroatiska kustlandets sjöhistoriska museum etablerades den 21 juni 1961 men spår sina anor från två äldre museiinstitutioner, nämligen Fiumes stadsmuseum (Museo Civico Fiume) som etablerades år 1883 och var stadens första museum samt Sušaks stadsmuseum (Gradski muzej Sušak) som hade etablerats år 1933. Genom sammanslagning av dessa två museer år 1949 etablerades Kroatiska kustlandets museum (Muzej hrvatskog primorja). År 1953 bytte museet namn till Folkmuseet (Narodni muzej). Folkmuseet uppgick år 1961 i det då nyetablerade Kroatiska kustlandets sjöhistoriska museum. De samlingar som tidigare befunnits i olika byggnader samlades då under ett tak i Guvernörspalatset. 
Grundandet av Fiumes stadsmuseum år 1883, ett av de två museer som Kroatiska kustlandets sjöhistoriska museum är spunnet ur, baseras på en händelse från den 13 maj 1775 då generalen Nicolòa de Lumage de Millekrona besöktes av kejsaren Josef II. Kejsaren drack då ur ett glas som 100 år efter hans besök gavs i gåva till hans efterträdare Frans Josef I. Frans Josef I avböjde dock gåvan och föreslog istället att glaset skulle ställas ut i stadens stadsmuseum. Idag ingår glaset i det sjöhistoriska museets samlingar.

## Avdelningar
Museet är indelat i fem avdelningar:
- Arkeologiska avdelningen
- Etnografiska avdelningen
- Kulturhistoriska avdelningen
- Sjöhistoriska avdelningen
- Pedagogiska avdelningen